# Phân họ Vịt biển
Phân họ Vịt biển (danh pháp khoa học: Merginae), là một phân họ trong họ Vịt (Anatidae).

## Đặc điểm
Như tên gọi của phân họ này gợi ý, phần lớn (nhưng không phải tất cả) các loài trong phân họ này sinh sống tại các vùng biển (ngoài mùa sinh đẻ) nông ven bờ. Nhiều loài đã phát triển các tuyến muối chuyên biệt hóa để cho phép chúng có thể chịu được nước mặn, nhưng các tuyến này vẫn chưa phát triển ở vịt non. Một vài loài của chi Mergus lại ưa thích các môi trường sống trong sông.
Khoảng 18 trên tổng số 20 loài trong phân họ này chiếm lĩnh các môi trường sống tại các vĩ độ xa về phía bắc.
Các thành viên ăn cá của phân họ này, chẳng hạn chi Mergus và vịt mào, có các khía răng cưa ở rìa mỏ để giúp chúng giữ chắc con mồii. Vì thế chúng còn được gọi là "vịt mỏ cưa".
Các loài vịt biển khác ăn các loại động vật thân mềm hay động vật giáp xác mà chúng tìm kiếm được từ đáy biển.

## Phân loại
Hiện tại, người ta công nhận 20 loài còn sinh tồn trong 10 chi.
Phân họ Merginae
- Chi Chendytes. Loài ngỗng/vịt lặn trông tựa như ngỗng này đã tuyệt chủng từ thời kỳ tiền sử. Chúng là vịt lớn, giống ngỗng với cánh tiêu giảm không phù hợp cho việc bay lượn, nhưng có thể hỗ trợ cho việc lặn, giống như ở anca lớn. Ít nhất có 1 loài còn sinh sống cho tới thế Holocen.
  - Chendytes lawi: Ngỗng lặn Law
- Chi Polysticta
  - Polysticta stelleri: Vịt biển Steller
- Chi Somateria. Các loài vịt nhung. Là vịt biển lớn. Con đực có bộ lông đen trắng với kiểu lông đầu khác biệt. Con mái màu nâu.
  - Somateria fischeri: Vịt nhung đeo kính
  - Somateria mollissima: Vịt nhung thường
  - Somateria spectabilis: Vịt nhung vua
- Chi Histrionicus
  - Histrionicus histrionicus: Vịt Harlequin
- Chi Camptorhynchus
  - Camptorhynchus labradorius: Vịt Labrador
- Chi Melanitta. Các loài vịt biển mập mạp. Con đực có lông chủ yếu màu đen và mỏ phồng to. Con mái màu nâu.
  - Melanitta americana: Vịt Scoter đen hay Scoter Mỹ, (đôi khi coi là phân loài của M. nigra)
  - Melanitta deglandi: Vịt Scoter cánh trắng (đôi khi coi là phân loài của M. fusca)
  - Melanitta fusca: Vịt Scoter nhung
  - Melanitta nigra: Vịt Scoter thường
  - Melanitta perspicillata: Vịt biển khoang cổ
- Chi Clangula
  - Clangula hyemalis: Vịt đuôi dài
- Chi Bucephala, vịt mắt vàng. Chúng ít sống ở biển hơn một số loàig trong phân họ này và chúng trú qua đông trong vùng nước ngọt. Con trống có lông mình màu trắng, lưng màu đen và đầu có các đốm khác biệt. Con mái màu xám với đầu màu nâu hạt dẻ.
  - Bucephala albeola: Vịt đầu vàng da bò
  - Bucephala clangula: Vịt mắt vàng thường
  - Bucephala islandica: Vịt mắt vàng Barrow
- Chi Mergellus (đôi khi gộp vào chi Mergus)
  - Mergellus albellus: Vịt mào
- Chi Lophodytes (đôi khi gộp vào chi Mergus)
  - Lophodytes cucullatus: Vịt biển mào
- Chi Mergus, vịt cát điển hình. Các loài này ít sống ngoài biển, chỉ có vịt cát ngực đỏ là sống ngoài biển. Chúng có mỏ với khía răng cưa và lặn để tìm kiếm cá.
  - Mergus australis: Vịt cát quần đảo Auckland
  - Mergus merganser: Vịt cát thường
  - Mergus octosetaceus: Vịt cát Brasil
  - Mergus serrator: Vịt cát ngực đỏ
  - Mergus squamatus: Vịt mỏ nhọn hay vịt cát Trung Hoa[1]